# Leopoldo Torres Boursault
Leopoldo Torres Boursault (Valdeavellano de Tera, 12 de enero de 1941-Madrid, 22 de junio de 2021) fue un abogado, jurista, profesor universitario y político español.

## Biografía
Era nieto del geógrafo y académico de la Historia Rafael Torres Campos, muy vinculado a la Institución Libre de Enseñanza y sobrino del restaurador y arqueólogo Leopoldo Torres Balbás. Estudió Derecho en la Universidad Complutense y  obtuvo la licenciatura de Derecho Comparado en la Universidad de Estrasburgo y de Helsinki en 1963, Formó parte del Ilustre Colegio de Abogados de Madrid desde 1965 hasta su jubilación. Fue profesor adjunto de Filosofía del derecho en la Universidad Complutense de Madrid y en el Instituto de Criminología.

## Trayectoria
Miembro del Partido Socialista Obrero Español (PSOE) desde la década de 1970, fue diputado al Congreso elegido en 1979, 1982 y 1986, siempre por la circunscripción electoral de Guadalajara. Como diputado fue vicepresidente Primero del Congreso y de la Diputación Permanente, presidió la Comisión Mixta de relaciones con el Tribunal Cuentas y fue vicepresidente de la Comisión del Defensor del Pueblo. Dentro del PSOE presidió el Partido Socialista de Castilla-La Mancha de 1985 a 1988 y fue miembro de su Comité federal de 1982 a 1988.
Fue nombrado por el gobierno socialista presidido por Felipe González en la IV legislatura, fiscal general del Estado (1990-1992), cargo del que dimitió, siendo sustituido por Eligio Hernández.
En otros ámbitos, fue vicepresidente del consejo de administración de Cuadernos para el Diálogo, secretario general del Movimiento Internacional de Juristas Católicos, ha sido juez "ad hoc" del Tribunal Europeo de Derechos Humanos, fue vicepresidente y miembro del Comité Europeo para la Prevención de la Tortura y miembro nato del Consejo de Estado.